# Comtat de Grandpré
El comtat de Grandpré fou una jurisdicció feudal del Sacre Imperi Romanogermànic, sorgida al segle XI al pagus Dulcomensi, conegut en francès com Dormois, a l'oest del Meuse al nord de Verdun, cobrint els cantons de Vienne le Château, Grandpré, Buzancy, Dun i Varennes. En la partició de territoris del 8 d'agost del 879 el "comitatum Dulmense" fou assignat a Carles II el Calb, però cap comte apareix abans del segle XI.
El primer senyor esmentat fou Hildrad o Hezeli I, que hauria governat vers 1020-1040 sense portar el títol comtal, i que va deixar dos fills, el successor Herman i Ricard que fou bisbe de Verdun el 1039 i va morir el 1046. Herman és el primer esmentat com a comte, i va tenir dos fills, el successor Hildrad o Helzuí (a vegades apareix com Enric o Enric Helzuí) i Ricard, que com el seu oncle fou bibe de Verdun del 1107 a la seva mort el 1114, i que per un temps fou regent del comtat a la mort del seu germà Hildrad II (1097) i en absència de l'altre germà Balduí que estava a Terra Santa o va morir el 1099. Hildrad II es va casar amb la comtessa Sibilla de Porcien i va ser el pare d'Enric que fou comte de Porcien i de Grandpré.
Enric I va deixar cinc fills, Enric II que el va succeir; Jofre, senyor de Balham i comte de part de Porcien (la part ara anomenada senyoria de Château Porcien), Robert bisbe de Chalons-sur-Marne, Renald, senyor de Sommepy i Alix, casada amb Godofreu de Durbuy i en segones noces amb Godofreu d'Esch. Enric III va tenir tres fills mascles: Enric IV que el va succeir, Jaume, que va iniciar la branca dels senyors de Hans (Grandpré-Hans), i Jofre que fou comte de Chalon el 1237. Enric V va deixar dos fills mascles: Enric VI que va rebre la senyoria de Livry i després la d'Houffalizze, que es va casar amb Laura de Montfort senyora d'Epernon (+1267) i després amb Isabel de Luxemburg hereva de Roucy (+1304) i va iniciar la branca d'Houffalize (Enric VI 1265-1287; el fill Gerard 1287-1350; el fill d'aquest Thierry 1350-1370 i el seu fill Felip després de 1370).
El comtat de Grandpré fou pel segon fill (el que mostra la pèrdua d'importància de Grandpré) Joan I conegut per Joan II. El darrer a portar el títol comtal fou Eduard I (1373-1396) però el territori es va repartir amb el seu germà Ferri senyor de Voncq, Verpel i Grand-Champ. La línia major tenia les senyories d'Imecourt, Cornay, Fleville, Quatre Champs, etc. i es va extingir amb Gobert (+1484) la filla del qual Joana era morta des del 1470. La branca de Ferri (+1418) va seguir (Eduard, Ferri II, Enric, Jaume, Pere...) i subsisteix. La vila de Grandpré va passar a la família de Joyeuse al segle XVI.

## Llista de comtes
- Hildrad I o Helzuí I, vers 1020- després de 1040

casat amb Hersenda de Florennes
- Herman després de 1040-1064 (fill)

casat amb Judit de Roucy
- Hildrad II o Helzuí II 1064-1097 (fill)

casat amb Sibilla de Porcien (+ vers 1120)
- Ricard, regent 1097-1107 (germà), bisbe de Verdun (+1114)
- Enric I 1097-1151 (fill d'Hildrad II), comte de Porcien 1120-1151, efímer comte de Verdun vers 1120/1124

casat amb Ermentruda de Joux
casat en segones noces a Alix de Joinville, filla de Roger I comte de Joinville.
- Enric II 1151-1188/1190 (fill)

casat amb Luitgarda de Luxemburg (filla de Guillem I de Luxemburg)
- Enric III 1188/1190-1211 (fill)

casat amb Isabel (Melisenda) de Coucy (filla de Reül I de Coucy)
casat en segones noces amb Ada d'Avesnes, filla de Jaume d'Avesnes, després casada en amb Raül de Nesle, comte de Soissons
- Enric IV 1211-1229 (fill)

casat amb Maria de Garlande (filla de Guillem de Garlande senyor de Livry), després casada a Jofre de Joinville senyor de Montclair i més tard encara a Anseric IX senyor de Montreal.
- Enric V 1229-1287 (fill)

Isabel de Brienne (filla d'Erard de Briene senyor de Ramerupt)
- Joan I (II) senyor de Buzancy 1287-1314 (fill)

casat vers 1301 amb Joana
- Joan II (III) 1314-? (fill)

casat amb Margarita de Sully
- Joan III (IV) ?-1373 (fill)

casat amb Caterina de Châtillon
- Eduard I 1373-1396 (fill)

casat amb Isabel de Flandes
- Eduard II 1396-1470 (fill)

casat amb Mafalda de Rubempre (+1456)
- Gobert 1470-1484, senyor de Cornay i de Fleville (fill)